# Narodna radikalna stranka
Narodna radikalna stranka je politička stranka koja je djelovala od 1881. do 1929. godine u Srbiji i Jugoslaviji. Nakon toga u stranci dolazi do raskola. Od 1952. djelovala je u emigraciji. Obično su u javnosti nazivani samo Radikalna stanka ili "radikali", pa se pod tim imenom spominju i u publicistici i historiografiji.

## Stranka u Srbiji (1881. – 1918.)

### Početna orijentacija (1881. – 1883.)
Idejne i organizacijske osnove Narodne radikalne stranke postavili su u drugoj polovici 1870-ih godina studenti socijalisti, pristaše Svetozara Markovića. Stranka je formalno osnovana u siječnju 1881., kada je u listu Samouprava osnovan njezin program, koji potpisuje 38 poslanika. Protiv režima kneza (od 1882. kralja) Milana II. Obrenovića, stranka promovira ideje liberalne demokracije i socijalizma: parlamentarizam, lokalna samouprava, nezavisno sudstvo, neposredni i progresivni porezi, besplatno školovanje, narodna vojska. Na vanjskopolitičkom planu, zalaže se za stvaranje Balkanskog saveza u koji bi isprva ušli Srbija, Bugarska i Crna Gora. Ključni stranački vođe su Adam Bogosavljević, koji promovira koncept "seljačke" pojednostavljene građanske demokracije i općinske samouprave, i Pera Todorović, ideolog i tvorac prvog pravog programa stranke. U srpnju 1882. održana je Prva Glavna skupština NRS u Kragujevcu. Usvojen je program, a Nikola Pašić izabran za predsjednika Glavnog odbora.
Dok su stare političke stranke, Liberalna i Napredna, bile ograničene na gradove, nova stranka uspijeva okupiti kako inteligenciju i omladinu tako i seljačke mase, pa već 1883. ima 60.000 članova. Na izborima za skupštinu Kraljevine Srbije, radikali osvajaju većinu, ali kralj Milan odbija povjeriti im sastav vlade. 
Tada dolazi do Timočke bune, koju režim u krvi guši. Brojni radikali ubijeni su, osuđeni na smrt ili robiju, ili bježe u inozemstvo.

### Razdoblje 1883. – 1918.
Rukovodstvo stranke postepeno se, uz žestoke unutarnje sporove, odriče radikalnih ideja i prihvaća suradnju s dinastijom, da bi izborilo bar neke reforme. Ključnu ulogu u tome ima Nikola Pašić. Godine 1887. stranka postaje vladajuća u Srbiji, prihvaćaju podršku dinastiji uz određeno slabljenje autoritarnog režima. Stranka, kao i ostale srbijanske stranke, sudjeluje u sukobima klika na dvoru, u vojsci i birokraciji, koje su presudni čimbenik srbijanskog političkog života do 1903.  U vanjskoj politici zastupa oslonac na Rusiju i velikosrpsku koncepciju širenja države. 
Postignut je uspjeh u demokratizaciji kad kralj Milan godine 1888. prihvaća novi Ustav ("Radikalski ustav"), po kojem Srbija postaje ustavna monarhija. Sljedeće godine omrznuti kralj abdicira u korist svojeg još maloljetnog sina Aleksandra, imenovavši namjesništvo do njegove punoljetnosti. 
Uspjeh je međutim bio privremen. Aleksandar, na nagovor svoga oca (koji živi u emigraciji u Parizu) i uz podršku vojske i radikala, godine 1893. vrši državni udar: prijevremeno se proglašava punoljetnim (ima tek 16 godina), svrgava namjesništvo i na vlast dovodi radikale. U siječnju 1894., kad se Milan vraća u zemlju, radikali napuštaju vladu. U svibnju 1895. Aleksandar vrši drugi državni udar. Ukida Ustav iz 1888. i vraća na snagu onaj iz 1869., koji daje veliku vlast vladaru. 
Godine 1899. izvršen je neuspješni atentat na bivšeg kralja Milana (Ivanjdanski atentat. Svi su vođe radikala optuženi za sudjelovanje u pripremi atentata, uhićeni i izvedeni pred sud. Nikola Pašić ima ključnu ulogu: na sudu poriče bilo kakvu svoju vezu s atentatom, izražava lojalnost dinastiji Obrenović i optužuje svoje stranačke drugove. Osuđen je na pet godina zatvora i odmah pomilovan, dok ostali dobivaju pet do 20 godina robije, a od smrtne kazne spašava ih intervencija Rusije. Sljedeće su godine, povodom ženidbe kralja Aleksandra, bili pomilovani.
Godine 1901. iz stranke se odvaja grupa pod vodstvom Ljubomira Živkovića, koja osniva Samostalnu radikalnu stranku na načelima radikalnog programa iz 1881.
Nakon državnog udara u kojem je ubijen kralj Aleksandar 1903. (Majski prevrat, Pašić opstaje kao predsjednik srpske vlade. 

## U Kraljevini SHS (1918. – 1929.)
Narodna radikalna stranka, na čelu s Pašićem, glavni je oslonac režima Kraljevine SHS, usko povezana s krugovoma oko kraljevskog dvora. Zastupa strogi centralizam države uz srbijansku hegemoniju. Ona obnaša vlast većim dijelom razdoblja 1918. – 1929., zahvaljujući raznolikim pragmatičkim koalicijama.
Na parlamentarnim izborima 1920. su bili drugi po broju glasova, 284.575 ili 17,7%, 91 zastupničko mjesto, 1 manje nego pobjednička Demokratska_stranka_(Jugoslavija).
Na parlamentarnim izborima 1923. su osvojili najviše glasova, 562.213 ili 25,9%, što je donijelo im 108 zastupničkih mjesta, 17 više nego na prethodnim izborima.
Na parlamentarnim izborima 1925. su osvojili najviše glasova, što je donijelo im 142 zastupničkih mjesta, 34 više nego na prethodnim izborima.
Nakon smrti Nikole Pašića, 1926., za predsjednika Glavnog odbora NRS izabran je Aca Stanojević.

## Nakon Šestosiječanjske diktature (1929. – 1945.)
Nakon uvođenja Šestosiječanjske diktature 1929., NRS je kao i ostale stranke raspuštena. Dolazi do rascjepa: dio vodstva ulazi u vladu generala Petra Živkovića i u "dvorske" stranke (Jugoslavenska nacionalna stranka, te kasnije Jugoslavenske radikalne zajednice, koja je nastala 1935.
Većina Glavnog odbora na čelu s Acom Stanojevićem zahtijeva ukidanje diktature i vraćanje parlamentarizma i lokalne samouorave. Kasnije, na izborima 1935. i 1938., nastupaju u koaliciji, a protiv Udružene opozicije, čiju listu predvodi Vladko Maček.
Na parlamentarnim izborima 1938. su nastupili u koaliciji zvanoj Jugoslavenska radikalna zajednica, zajedno s Jugoslavenskom narodnom strankom, Jugoslavenskom muslimanskom organizacijom i Slovenskom ljudskom strankom. Osvojili su najviše glasova, 54,1%, što je donijelo im 306 zastupničkih mjesta. Skandal je bio utoliki što im je ta tijesna natpolovična većina donijela 82% zastupničkih mjesta.
Nakon Travanjskog rata 1941. radikali se pasiviziraju i raspadaju na više frakcija. Neki podržavaju vladu Milana Nedića (Vidi članak Nedićeva Srbija), drugi četnički pokret Draže Mihailovića, a treći čekaju odluke izbjegličke vlade u Londonu. 
Zbog kompromitiranosti suradnjom s okuptorom, NRS je nakon dolaska komunista na vlast 1945. zabranjena (neke druge stranke još su neko vrijeme djelovale).

## Djelovanje u emigraciji (od 1952.)
Politički emigranti, članovi NRS, osnovali su Radni odbor NRS u egzilu u Parizu 1952. Kasnije su osnovani odbori, povjereništva i akcioni odbori u raznim zemljama Europe i Amerike, Australiji i Sjevernoj Africi. U Parizu S. Trivunac pokreće list Radikal. Radikali u emigraciji delovali su i kroz razne političke i kulturne organizacije, ali nisu imali veći uticaj u Srbiji.

## Djelovanje u Srbiji od 1990.
Pojavom višestranačja u Srbiji, NRS obnavlja svoj rad u zemlji, a za njenog predsjednika izabran je odvjetnik Veljko Guberina. Stranka, zastupajući relativno umjeren program, ostaje marginalna. Vojislav Šešelj osniva Srpska radikalna stranka, ektremne velikosrpske i šovinističke orijentacije, koja se poziva na četničke tradicije iz Drugog svjetskog rata i osniva paravojne odrede za rat u Hrvatskoj i Bosni i Hercegovini. Jedna frakcija NRS, predvođena Tomislavom Nikolićem, prešla je u SRS, koja postaje jedna od najjačih stranaka u Srbiji.U toku je inouguracija novog Predsednika Stranke, Milana Jovanovića, masinskog inženjera iz Lazarevca i Predsednika NRS Beograda.